# Champions League Twenty20 2013
Die Champions League Twenty20 2013 war ein internationaler Twenty20-Cricket-Wettbewerb, ausgetragen zwischen Clubs aus Indien, Australien, Südafrika, Sri Lanka, Neuseeland, Pakistan und den West Indies. Es war die fünfte Austragung des Wettbewerbes und fand zwischen dem 17. September und 6. Oktober 2013 in Indien statt. Im Finale konnten sich die Mumbai Indians gegen die Rajasthan Royals mit 33 Runs durchsetzen.

## Austragungsorte
| Stadion                            | Stadt     | Kapazität |
| ---------------------------------- | --------- | --------- |
| Sardar Patel Stadium               | Ahmedabad | 54.000    |
| Feroz Shah Kotla                   | Delhi     | 48.000    |
| Sawai Mansingh Stadium             | Jaipur    | 23.185    |
| Punjab Cricket Association Stadium | Mohali    | 35.000    |
| JSCA International Stadium Complex | Ranchi    | 39.133    |

## Qualifikation
Tabelle
| Qualifikation       | Sp. | S | N | NR | P  | RR     |
| ------------------- | --- | - | - | -- | -- | ------ |
| Otago Volts         | 3   | 3 | 0 | 0  | 12 | +1.225 |
| Sunrisers Hyderabad | 3   | 2 | 1 | 0  | 8  | +0.207 |
| Faisalabad Wolves   | 3   | 1 | 2 | 0  | 4  | −0.525 |
| Kandurata Maroons   | 3   | 0 | 3 | 0  | 0  | −0.809 |

## Gruppenspiele

### Gruppe A
Tabelle
| Gruppe A         | Sp. | S | N | NR | P  | RR     |
| ---------------- | --- | - | - | -- | -- | ------ |
| Rajasthan Royals | 4   | 4 | 0 | 0  | 16 | +0.960 |
| Mumbai Indians   | 4   | 2 | 1 | 1  | 10 | +1.068 |
| Otago Volts      | 4   | 2 | 1 | 1  | 10 | +0.869 |
| Highveld Lions   | 4   | 0 | 3 | 1  | 2  | −0.726 |
| Perth Scorchers  | 4   | 0 | 3 | 1  | 2  | −2.851 |

### Gruppe B
Tabelle
| Gruppe B            | Sp. | S | N | NR | P  | RR     |
| ------------------- | --- | - | - | -- | -- | ------ |
| Trinidad und Tobago | 4   | 3 | 1 | 0  | 12 | +0.816 |
| Chennai Super Kings | 4   | 3 | 1 | 0  | 12 | +0.271 |
| Titans              | 4   | 2 | 2 | 0  | 8  | +0.228 |
| Sunrisers Hyderabad | 4   | 1 | 2 | 1  | 6  | −0.622 |
| Brisbane Heat       | 4   | 0 | 3 | 1  | 2  | −1.028 |

## Halbfinale
| 4. Oktober Scorecard | Jaipur | Rajasthan Royals 159-8 (20)          | – | Chennai Super Kings 145-8 (20) |
|                      |        | Rajasthan Royals gewinnt mit 14 Runs |   |                                |

| 5. Oktober Scorecard | Delhi | Trinidad und Tobago 153-5 (20)       | – | Mumbai Indians 157-4 (19.1) |
|                      |       | Mumbai indians gewinnt mit 6 Wickets |   |                             |

## Finale
| 6. Oktober Scorecard | Delhi | Mumbai Indians 202-6 (20)          | – | Rajasthan Royals 169 (18.5) |
|                      |       | Mumbai Indians gewinnt mit 33 Runs |   |                             |